# حمدان المحرمي
حمدان محمد المحرمي (مواليد 2 سبتمبر 1997، لاعب كرة قدم إماراتي يجيد اللعب كمهاجم لعب سابقاً مع نادي الظفرة.